# Diplocephalus helleri
Diplocephalus helleri är en spindelart som först beskrevs av Ludwig Carl Christian Koch 1869.  Diplocephalus helleri ingår i släktet Diplocephalus och familjen täckvävarspindlar. Inga underarter finns listade i Catalogue of Life.